# Dystasia sibuyana
Dystasia sibuyana är en skalbaggsart som först beskrevs av Aurivillius 1927.  Dystasia sibuyana ingår i släktet Dystasia och familjen långhorningar.
Artens utbredningsområde är Filippinerna. Inga underarter finns listade i Catalogue of Life.